# Living Human Treasure
Living Human Treasure es el primer álbum de estudio de la banda británica Italia 90. Fue publicado el 20 de enero de 2023 a través de Brace Yourself Records.

## Recepción de la crítica
En Metacritic, Living Human Treasure obtuvo un puntaje promedio de 84 sobre 100, basado en 4 críticas, lo cual indica “aclamación universal”. El crítico de la revista Narc Magazine, Evie Nicholson, comentó: “Se podría criticar a Italia 90 por su cómoda ortodoxia, pero eso sería un error. En un paisaje musical voluble y sin dirección, Living Human Treasure aprovecha riffs punk atemporales y letras contundentes que personifican el valor de apegarse a una cosa y hacerlo bien”. El crítico de la revista Clash, Nick Roseblade, describió Living Human Treasure como “un álbum maravillosamente emocionante y disfrutable”.

## Lista de canciones
Todas las canciones escritas y compuestas por Italia 90. 
| N.º | Título               | Duración |  |
| 1.  | «Cut»                | 3:54     |  |
| 2.  | «Leisure Activities» | 4:42     |  |
| 3.  | «Magdalene»          | 3:04     |  |
| 4.  | «Competition»        | 7:44     |  |
| 5.  | «New Factory»        | 2:35     |  |
| 6.  | «The MUMSNET Mambo»  | 2:11     |  |
| 7.  | «Funny Bones»        | 3:31     |  |
| 8.  | «Golgotha»           | 3:55     |  |
| 9.  | «Does He Dream?»     | 3:15     |  |
| 10. | «Tales from Beyond»  | 3:26     |  |
| 11. | «Harmony»            | 5:50     |  |